# Bà Triệu (phường)
Bà Triệu là một phường cũ thuộc thành phố Nam Định, tỉnh Nam Định.

## Địa lý
Phường Bà Triệu có vị trí địa lý:
- Phía đông giáp đường Hoàng Văn Thụ, phường Quang Trung và phường Nguyễn Du
- Phía tây giáp đường Thành Trung, Hà Huy Tập và phường Cửa Bắc
- Phía nam giáp đường Trần Quốc Toản và phường Trần Hưng Đạo
- Phía bắc giáp phường Lộc Vượng.

Phường Bà Triệu có diện tích 0,27 km², dân số năm 2022 là 7.399 người, mật độ dân số đạt 27.403 người/km².

## Hành chính
Phường Bà Triệu được chia thành 41 tổ dân phố.